# Liste der Fluchttunnel in Berlin während der deutschen Teilung

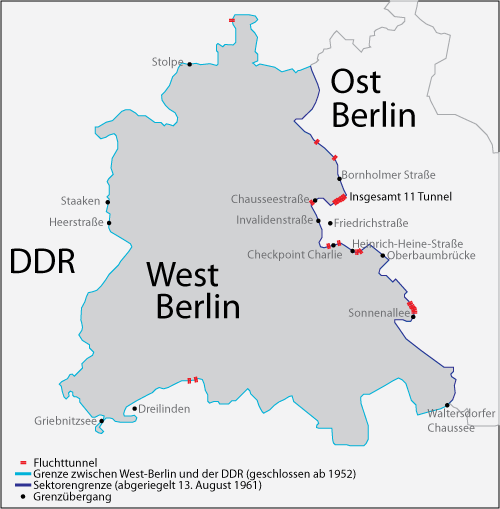
Übersichtskarte der Fluchttunnel nach Detjens, einige in der Liste aufgeführte Tunnel sind hier nicht markiert

Die unten stehende, von Marion Detjen zusammengestellte Liste der Fluchttunnel in Berlin während der deutschen Teilung enthält 39 Tunnelprojekte.
Eine weitere bekannte Liste mit 70 Tunnelprojekten stammt von Dietmar Arnold und Sven Felix Kellerhoff.
Mindestens 254 Personen konnten laut Detjen auf diesem Weg aus der DDR fliehen. Während der Tunnelfluchten kam es zu mindestens vier Todesfällen und über 200 Verhaftungen. Etwa die Hälfte der Projekte konnte keine erfolgreichen Fluchten ermöglichen.

## Statistik
Die Tunnel wurden von beiden Richtungen unter der Grenze hindurch gegraben. Dabei gab es neun Tunnel aus Richtung Osten und 30 aus Richtung Westen. Die aus dem Osten gegrabenen Tunnel waren erfolgreicher: Nur durch einen dieser neun Tunnel gelang keine Flucht. Im Schnitt flohen neun Flüchtlinge pro aus dem Osten gegrabenen Tunnel, während die Anzahl der Flüchtlinge pro Tunnel aus dem Westen bei unter sechs lag. Bei Tunneln aus dem Osten kam es im Schnitt zu mindestens 4,3 Verhaftungen und bei West-Tunneln mindestens 4,9. Die tatsächliche Anzahl der Verhaftungen wird höher liegen, da die Akten der Staatssicherheit (Stasi) nicht vollständig sind.
Unter den Erbauern bildeten sich mehrere Gruppen heraus, die mehrfach Tunnel gruben. Dazu gehörten die Gruppen um Hasso Herschel, um Harry Seidel und Fritz Wagner, um Wolfgang Fuchs und um Detlef Girrmann. Unter den Gruppen gab es Kooperationen.
Die meisten Tunnel wurden unter der Bernauer Straße und unter der Heidelberger Straße hindurch gegraben. Der 1970/1971 von der Gruppe um Hasso Herschel unter der Bernauer Straße gegrabene und vor der Benutzung an die Stasi verratene und von dieser dann zugeschüttete Tunnel (Nr. 37 in der unten stehenden Liste), wurde vom Verein Berliner Unterwelten zu einem kleinen Teil wieder freigelegt: Dieses Stück wird von einem neu angelegten Besuchertunnel geschnitten und ist von diesem aus in beide Richtungen einsehbar.

## Liste
Angegeben sind das Datum des Durchbruchs oder der Aufgabe, der Startort, die Richtung Ost oder West, der Name der Initiatoren und Erbauer und die Anzahl der gelungenen Fluchten. Verhaftungen und Todesfälle sind im Feld Bemerkungen angegeben.
| Nr. | Datum         | Ort                                                     | Startpunkt                    | Erbauer                                                                      | Flüchtlinge | Bemerkungen |
| --- | ------------- | ------------------------------------------------------- | ----------------------------- | ---------------------------------------------------------------------------- | ----------- | --- |
| 01  | Sep. 1961     | Friedhof Pankow                                         | West-Berlin                   | 2 junge West-Berliner                                                        | 20          | Mutmaßlich Friedhof Pankow III. Angelegt, um die Freundinnen der Erbauer aus der DDR zu holen. |
| 02  | 12. Okt. 1961 | nahe Bahnhof Düppel                                     | Kleinmachnow (DDR)            | 14 Jugendliche                                                               | 05          | 9 Fluchtwillige wurden verhaftet. |
| 03  | 7. Dez. 1961  | genauer Ort unbekannt                                   | West-Berlin                   | unbekannt                                                                    | 05          | |
| 04  | 19. Dez. 1961 | Friedhof Pankow                                         | West-Berlin                   | unbekannt                                                                    | 04          | Mutmaßlich Friedhof Pankow III. Frisch verheirateter West-Berliner Ehemann beauftragte Fluchthelfer, seiner Ost-Berliner Ehefrau die Flucht zu ermöglichen. Ein befreundetes Paar nutzte die Gelegenheit, ebenfalls zu fliehen. Kurz darauf wurde der auf dem Friedhof liegende Tunneleingang von Grenzsoldaten entdeckt und beobachtet. 2 weitere Fluchtwillige wurden dort wenige Tage später festgenommen. |
| 05  | 24. Jan. 1962 | Von Glienicke/Nordbahn nach Berlin-Frohnau              | Glienicke/Nordbahn (DDR)      | Familie Becker                                                               | 28          | „Becker-Tunnel“, ausgehend von Oranienburger Chaussee 13 |
| 06  | Jan. 1962     | S-Bahnhof Wollankstraße                                 | West-Berlin                   | Studenten der TU Berlin, Gebrüder Franzke                                    | 0–          | Der Tunnel stürzte während der Arbeiten ein, was zu einer Absenkung des Bahnsteigs über ihm führte. |
| 07  | Jan. 1962     | Kiefholzstraße                                          | West-Berlin                   | Harry Seidel                                                                 | 0–          | |
| 08  | 22. Feb. 1962 | Heidelberger Straße 28/29                               | West-Berlin                   | Gebrüder Franzke                                                             | 0–          | Drei Kuriere und ein Flüchtling wurden festgenommen. |
| 09  | März 1962     | Heidelberger Straße 75                                  | West-Berlin                   | Harry Seidel, Fritz Wagner, u. a.                                            | 35–57       | Der Tunnel wurde von IM „Naumann“ (wohnhaft: Heidelberger Straße 75) verraten. Beim Versuch einer Einsatzgruppe des MfS, die Tunnelorganisatoren festzunehmen, wurde Heinz Jercha tödlich getroffen. |
| 10  | 5. Mai 1962   | Von Glienicke/Nordbahn nach Berlin-Frohnau              | Glienicke/Nordbahn (DDR)      | Familie Thomas                                                               | 12          | „Thomas-Tunnel“ oder „Rentner-Tunnel“, ausgehend von Oranienburger Chaussee 22 |
| 11  | Mai 1962      | Heidelberger Straße 28/29                               | West-Berlin                   | Harry Seidel, Fritz Wagner u. a.                                             | 0–          | |
| 12  | Juni 1962     | Heidelberger Straße 75                                  | West-Berlin                   | Harry Seidel u. a.                                                           | 18–55       | |
| 13  | 18. Juni 1962 | Baustelle des Axel-Springer-Hochhauses, Zimmerstraße 56 | West-Berlin                   | Rudolf Müller u. a.                                                          | 04          | Ein Kurier wurde verhaftet und der Grenzsoldat Reinhold Huhn von Rudolf Müller erschossen. |
| 14  | 28. Juni 1962 | Heinrich-Heine-Straße                                   | West-Berlin                   | Siegfried Noffke u. a.                                                       | 0–          | Der Tunnel wurde entdeckt und Siegfried Noffke beim Zugriff erschossen. Ein weiterer Fluchthelfer wurde schwer verletzt und festgenommen. |
| 15  | 13. Juli 1962 | Schwedter Straße                                        | Ost-Berlin                    | Eine Familie                                                                 | 07          | |
| 16  | 7. Aug. 1962  | Kiefholzstraße 388                                      | West-Berlin                   | Harry Seidel, Fritz Wagner, später Hasso Herschel, die Girrmann-Gruppe u. a. | 0–          | Der Tunnel wurde durch IM „Hardy“ (Siegfried Uhse) verraten, und über 50 Fluchtwillige und fünf Kuriere wurden verhaftet. |
| 17  | Sep. 1962     | Neukölln                                                | West-Berlin                   | unbekannt                                                                    | 0–          | |
| 18  | 14. Sep. 1962 | Bernauer Straße 79                                      | West-Berlin                   | Domenico Sesta, Luigi Spina, Hasso Herschel                                  | 29          | Aufgabe wegen Wassereinbruch Vorlage für Fernsehfilm Der Tunnel (2001) keine Verhaftungen |
| 20  | Herbst 1962   | Bernauer Straße                                         | West-Berlin                   | Girrmann-Gruppe                                                              | 0–          | |
| 21  | Herbst 1962   | Bethaniendamm 57                                        | West-Berlin                   | Wolfgang Fuchs u. a.                                                         | 0–          | Die Stasi entdeckte den Tunnel nach Hinweisen durch GM „Uschi“. Vorzeitige Aufgabe. |
| 22  | Okt. 1962     | Heidelberger Straße                                     | West-Berlin                   | Harry Seidel u. a., später auch die Girrmann-Gruppe                          | 02          | Der Tunnel wurde von IM „Hardy“ (Siegfried Uhse) verraten. Mehrere Fluchtwillige und ein von der Stasi angeschossener und schwerverletzter Fluchthelfer wurden verhaftet. |
| 23  | Nov. 1962     | Kleinmachnow                                            | West-Berlin                   | Harry Seidel, Gebrüder Franzke u. a.                                         | 0–          | 13 Flüchtlinge wurden vor dem Durchbruch (Tunnel war vorzeitig verraten), Harry Seidel beim Durchbruch und später mehr als 25 Menschen (davon 2 Kuriere) festgenommen. |
| 24  | Nov. 1962     | unbekannt                                               | West-Berlin                   | Bodo Posorski                                                                | 0–          | Nach der Entdeckung durch die Stasi wurden mehrere Fluchtwillige und Kuriere festgenommen. |
| 25  | Feb. 1963     | Bernauer Straße 79                                      | West-Berlin                   | Hasso Herschel u. a.                                                         | 0–          | Nach der Entdeckung durch die Stasi wurden mindestens 20 Fluchtwillige und drei Kuriere festgenommen. |
| 26  | 10. März 1963 | Von Glienicke/Nordbahn nach Hermsdorf                   | Glienicke/Nordbahn (DDR)      | Familie Aagard u. a.                                                         | 13          | „Aagard-Tunnel“, ausgehend von Ottostraße 7. Der Tunnel wurde im Frühjahr 2011 archäologisch rekonstruiert. |
| 27  | März 1963     | Schwedter Straße / Kopenhagener Straße 36/37            | West-Berlin                   | Wolfgang Fuchs u. a.                                                         | 0–          | Der Tunnel wurde kurz vor dem Durchbruch verraten (IM „Jürgen“); mehrere Fluchtwillige wurden verhaftet. |
| 19  | 2. Mai 1963   | Boyenstraße                                             | West-Berlin                   | Wolfgang Fuchs u. a.                                                         | 0–          | Grabung nach Bedrohung durch West-Berliner Bürger in einer frühen Phase abgebrochen. |
| 28  | 23. Mai 1963  | Kremmener Straße 15                                     | Ost-Berlin                    | Jugendliche                                                                  | 0–          | Etwa 30 Personen wurden von der Stasi festgenommen. |
| 29  | Juli 1963     | Bernauer Straße                                         | West-Berlin                   | Helmut Karger                                                                | 0–          | |
| 30  | Jan. 1964     | Bernauer Straße 97                                      | West-Berlin                   | Wolfgang Fuchs u. a.                                                         | 03–4        | Nachdem drei Mädchen durch den Tunnel geflohen waren, entdeckten die Grenztruppen den Tunnel und machten ihn durch Handgranaten unbrauchbar. |
| 31  | Feb. 1964     | Treptow                                                 | West-Berlin                   | unbekannt                                                                    | 0–          | Nach der Entdeckung durch die Stasi wurden mehrere Fluchtwillige und ein Kurier festgenommen. |
| 32  | Sep. 1964     | unbekannt                                               | West-Berlin                   | unbekannt                                                                    | 0–          | |
| 33  | 3. Okt. 1964  | Bernauer Straße 97                                      | West-Berlin                   | Wolfgang Fuchs, Reinhard Furrer u. a.                                        | 57          | Der tiefste und teuerste bekannte Fluchttunnel wurde nach einem Tag der erfolgreichen Nutzung von der Stasi entdeckt. Bei einem Feuergefecht wurde der Grenzsoldat Egon Schultz versehentlich von einem Kameraden erschossen. |
| 34  | Dez. 1964     | unbekannt                                               | West-Berlin                   | unbekannt                                                                    | 0–          | |
| 35  | 1. Mai 1965   | Bernauer Straße                                         | West-Berlin                   | unbekannt                                                                    | 0–          | |
| 36  | 1970          | Bernauer Straße 78                                      | West-Berlin                   | unbekannt                                                                    | 0–          | |
| 37  | 25. Feb. 1971 | Bernauer Straße                                         | West-Berlin                   | Hasso Herschel                                                               | 0–          | Tunnel wurde verraten und von der DDR-Grenzwache zugeschüttet, mehrere Verhaftungen, teilweise wiederhergestellt und seit 2019 einsehbar |
| 38  | 9. Jan. 1972  | Checkpoint Charlie                                      | Ost-Berlin                    | 3 Flüchtlinge                                                                | 03          | |
| 39  | 26. Juli 1973 | Von Potsdam-Klein Glienicke nach Wannsee                | Potsdam/Klein Glienicke (DDR) | 2 Familien                                                                   | 09          | Ausgehend von der Waldmüllerstraße. In einem Gebiet mit eigentlich sehr hohem Grundwasserstand wurde zum Graben eine Hitzeperiode ausgenutzt. |